# 汪以時
汪以時（1556年—？），字大易，號頤所，南直隶徽州府婺源县大畈人。明朝政治人物、進士出身。

## 生平
嘉靖丙辰五月初八日生。万历十六年（1588年）戊子科應天府鄉試舉人，十七年（1589年）聯捷己丑科三甲一百十五名進士，禮部觀政，八月任河南南召縣知縣，十九年調嵩县知县。二十三年行取入京，任四川道監察御史，巡视太仓，二十四年十一月管屯田印馬，二十六年奉敕督理河东河南盐课、陕西临洮茶马，因累疏抗阻矿使张忠开采南池征收盐税，受诬被逮。后为辅臣疏救得释。二十九年巡按山西、三关，建城堡，靖边境，三十四年二月升迁南京太僕寺少卿，四十二年三月升本寺卿。著有《河東奏議》、《豁冤録》。

## 家族
祖父汪宗錫，廪生。父汪仁卿。